# Chips & liver girls
Chips & liver girls (dansk titel "Sugar daddys fastfood piger") er en dansk dokumentarfilm fra 2010 med instruktion og manuskript af Boris Benjamin Bertram og Caroline Kamya.

## Handling
En film om moderne kærlighed, sex og sugar daddys i Ugandas storby Kampala. Filmen udforsker fænomenet 'transactional sex', der handler om udvekslingen af seksuelle og økonomiske ydelser imellem kvinder og mænd. Et fænomen der er udbredt i Østafrika.